# 蒂爾·德·德克爾
蒂爾·德·德克爾（荷蘭語：Tijl De Decker；2001年7月29日—2023年8月25日）是比利時自由車手。
他是自由車手阿爾夫丹·德·德克爾的弟弟。

## 運動生涯
轉投入U23層級後，德·德克爾首先為比利時俱樂部效力了三年。2023年賽季，他成為Lotto–Dstny開發團隊的成員。他在代表車隊參加首場比賽國際自由車環台公路大賽的第三站奪得單站冠軍，也是他在UCI比賽中的首場勝利。隨後於4月在巴黎–魯貝U23賽事奪冠。在環意青年賽
中，他是被取消資格的24名車手之一，這些車手在最後爬上斯泰爾維奧山口
時被摩托車護送或汽車拉著.。
2023年7月，德·德克爾宣布2024賽季將從青年隊轉入Lotto–Dstny的UCI ProTeam。
2023年8月25日，他兩天前在安特衛普附近的利爾發生訓練事故，與一輛汽車尾部相撞，受傷後在安特衛普大學醫院死亡，得年22歲。

## 外部連結
- Tijl De Decker （页面存档备份，存于） in the ProCyclingStats.com database
- 蒂爾·德·德克爾 at Cycling Archives